# Crossandra pungens
Crossandra pungens es una especie de planta herbácea perteneciente a la familia de las acantáceas. Se encuentra en  África en Kenia y Tanzania.

## Descripción
Es una planta con la corola de color naranja-amarillo o roja con el fruto en forma de  cápsula, y las semillas cubiertas con mechones de pelos o escamas adpresas. Las hojas son enteras. Las flores, a menudo, en largas espigas pedunculadas; con brácteas pubescentes grandes, ovaladas, o parecidas al papel.

## Taxonomía
Crossandra pungens fue descrita por el botánico, pteridólogo y micólogo germano:  Gustav Lindau y publicado en Botanische Jahrbücher für Systematik, Pflanzengeschichte und Pflanzengeographie 20: 36 en el año 1894.

Etimología
Crossandra: nombre genérico que deriva de las  palabras griegas krossoi = "flecos" y andros = "hombres" y se refiere a la bolsa de semillas con flecos.
pungens: epíteto latino que significa "espinoso".